# Tokaraöarna

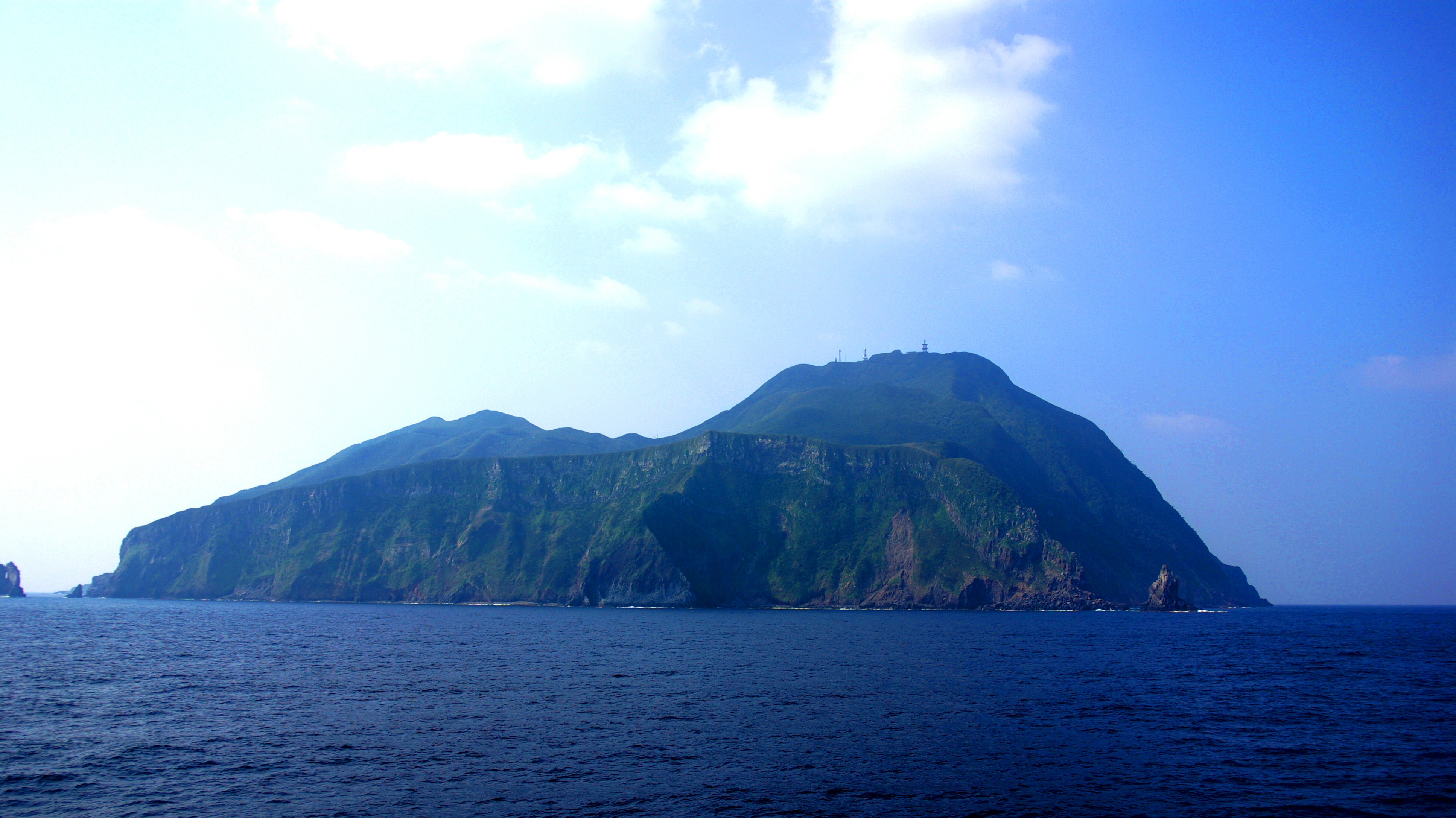
Akusekijima

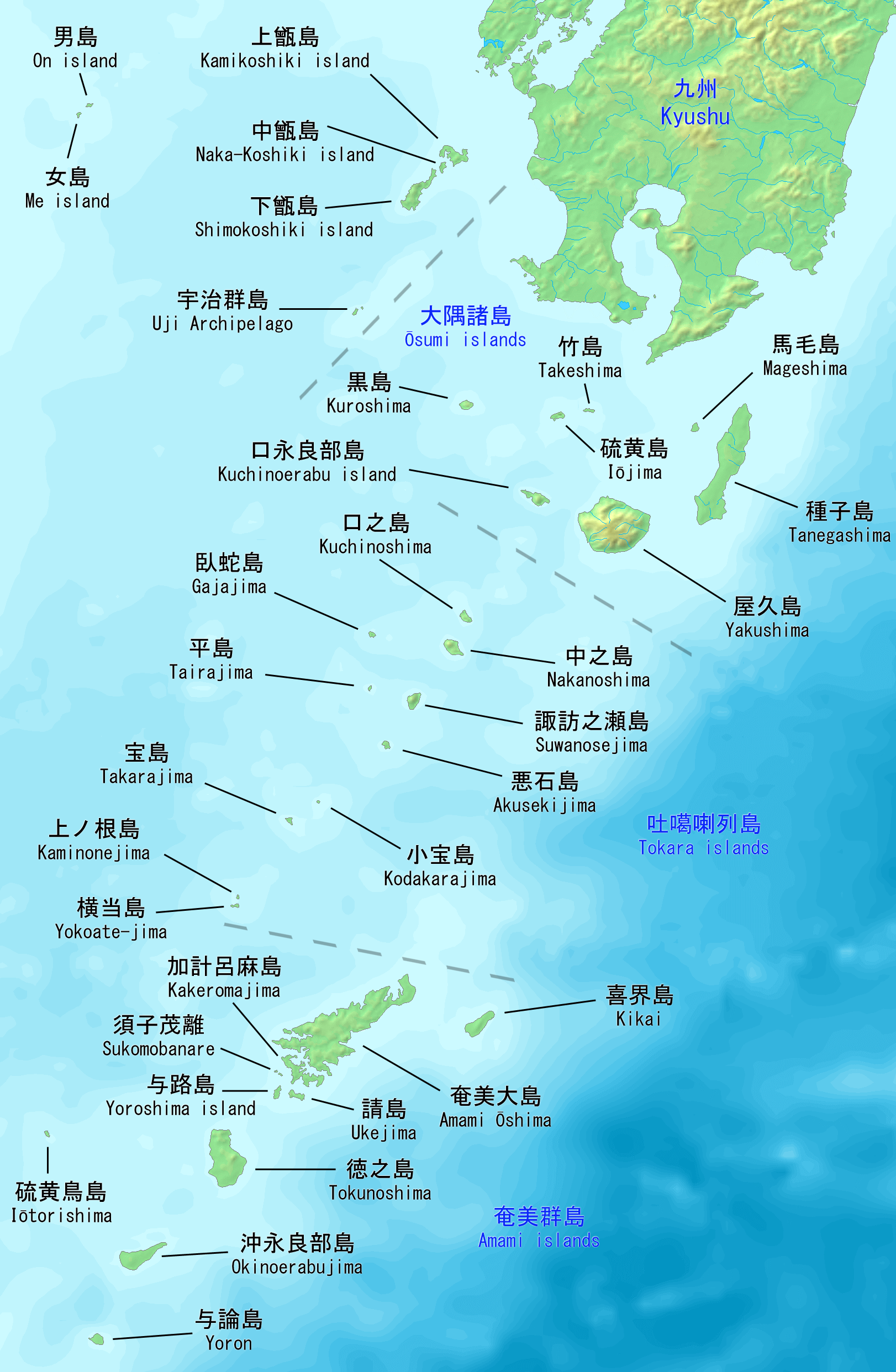
Lägeskarta

Tokaraöarna (japanska トカラ列島 Tokara-rettō eller Tokara-shotō , även Toshima och Toshima-mura) är en ögrupp bland Ryukyuöarna i nordvästra Stilla havet som tillhör Japan.

## Geografi
Tokaraöarna utgör den mellersta ögruppen bland Satsunanöarna och ligger cirka 210 kilometer söder om Kyushuön och cirka 450 km norr om Okinawaön.
Öarna är av vulkaniskt ursprung och har en areal om cirka 95 km² . Ögruppen sträcker sig cirka 150 km från norr till söder (1) och 7 av öarna är bebodda. Klimatet på öarna är subtropiskt. Den högsta höjden är vulkanen Otake på cirka 980 m ö.h. och ligger på Nakano-shima.
Ögruppen består av de 7 bebodda öarna:
- Kuchino-shima, den nordligaste i ögruppen, cirka 13 km²
- Nakano-shima, huvudön, cirka 34 km²
- Taira-jima, cirka 2 km²
- Suwanose-jima, cirka 28 km²
- Akuseki-jima, cirka 8 km²
- Kotakara-jima, cirka 1 km²
- Takara-jima, längst söderut i området, cirka 7 km² (2)

samt de mindre och obebodda öarna
- Gaja-jima, väster om huvudön
- Shogaja-jima, väster om huvudön
- Ko-jima, söder om huvudön
- Kaminone-jima
- Yokoate-jima

Befolkningen uppgår till cirka 1 000 invånare där cirka 200 bor i huvudorten Toshima på Nakano-shima (3). Förvaltningsmässigt tillhör ögruppen Kagoshima prefekturen.
Ögruppen kan endast nås med fartyg då de saknar flygplats, regelbundna färjeförbindelse finns med staden Kagoshima på fastlandet.

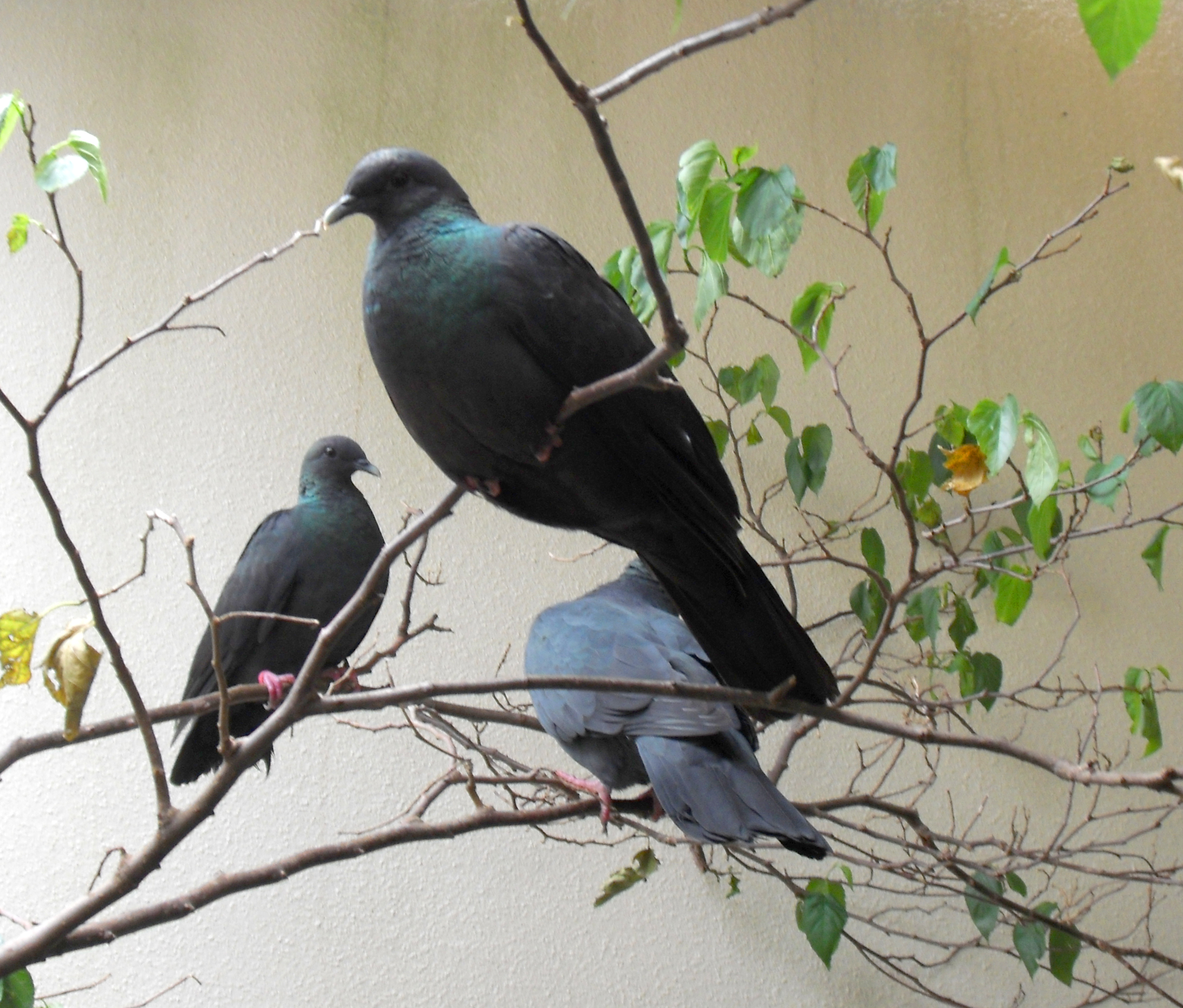
Svartduva

## Historia
Det är osäkert när öarna upptäcktes, de första dokumenterade omnämnandena finns i boken Nihonshoki från 720-talet.
Öarna utgjorde fram till 1624 en del i det oberoende kungadöme, Kungariket Ryukyu.
1609 invaderades Ryūkyūriket av den japanska Satsumaklanen under den dåvarande Daimyo som då kontrollerade området i södra Japan. Ögruppen införlivades 1624 i Satsumariket.
1879 under Meijirestaurationen införlivades riket i Japan, och blev först del i länet Ōsumi no Kuni (Ōsumi provinsen) och senare del i Kagoshima prefekturen.
Under Andra världskriget ockuperades området våren 1945 av USA som förvaltade öarna fram till 1953 då de återlämnades till Japan.

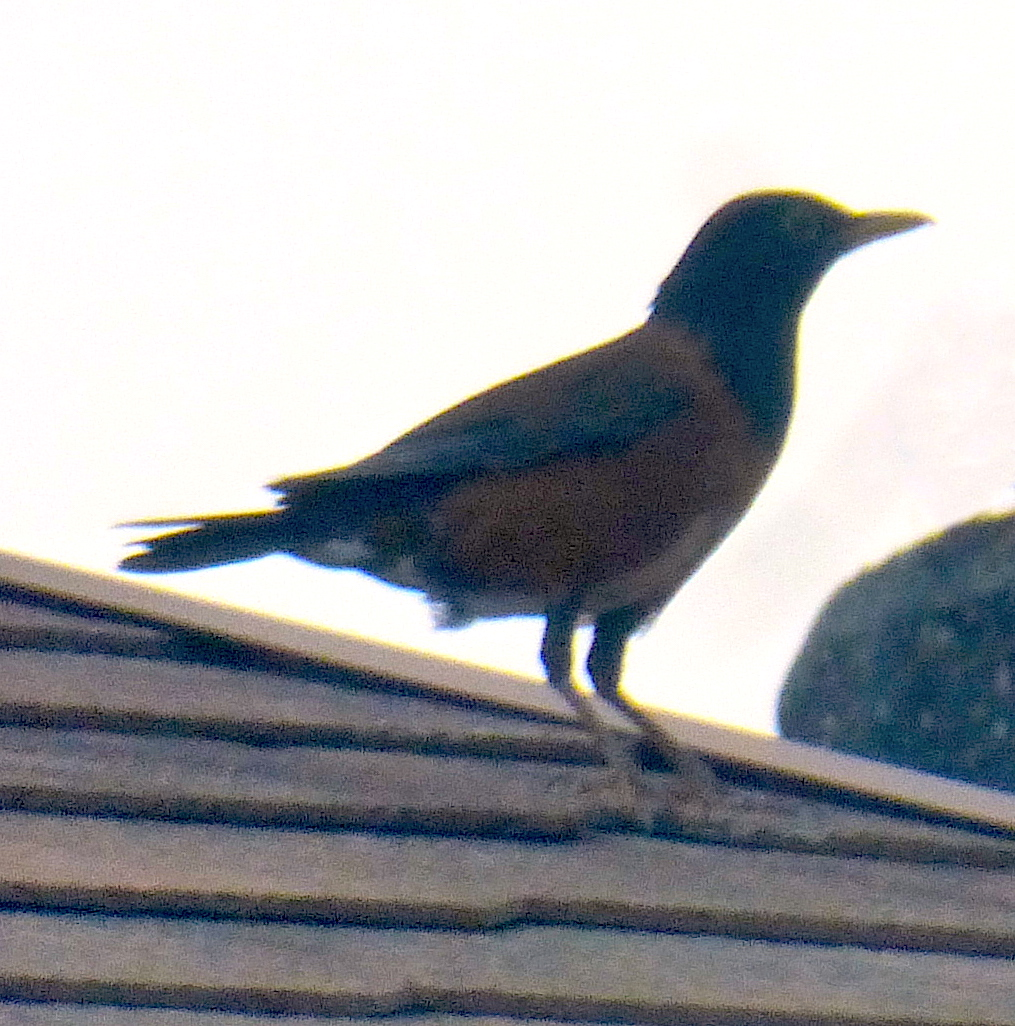
izutrast

## Fågelliv
Öarna har erkänts som Important Bird Area (IBA) v BirdLife International eftersom det finns populationer av  svartduva, ryukyugrönduva, izutrast, izusångare och ryukyunäktergal.